# Spongodes hirsuta
Spongodes hirsuta är en korallart som först beskrevs av Tixier-Durivault 1970.  Spongodes hirsuta ingår i släktet Spongodes och familjen Nephtheidae. Inga underarter finns listade i Catalogue of Life.